# Parc national Manuel Antonio
Pour les articles homonymes, voir Manuel Antonio (homonymie).
Le parc national Manuel Antonio se situe sur la côte pacifique du Costa Rica, dans la province de Puntarenas. Manuel Antonio a été sélectionné par la revue Forbes en 2011 parmi les 12 parcs les plus beaux du monde.
Le parc est situé à 157 kilomètres au sud de la ville de San José, capitale du Costa Rica, et a 7 kilomètres au sud de la ville de Quepos, entre Damas et Matapalo. Il a été créé le 15 novembre 1972 et a une superficie de 1 983 hectares pour la partie terrestre et de 55 000 hectares pour la partie marine. Il est voué à la conservation, l’étude et le tourisme écologique orienté vers l’éducation environnementale.

## Histoire
La région du parc national Manuel Antonio était peuplée par la communauté indigène Quepoa, éponyme de la ville de Quepos. Sous l’impulsion des colons, les terres ont été transformées en terres cultivées et acquises par la United Fruit Company, jusqu’en 1974 où sur pression du peuple costaricien l’État l’acquiert. Le parc est actuellement administré par l’Aire de conservation Pacifique central (Área de Conservación Pacífico Central, ACOPAC), qui fait partie du Système national des aires de conservation (SINAC), dépendant du ministère de l’Environnement, de l’Énergie et des Télécommunications (MINAET) (es).

## Flore
Le parc protège une parcelle de forêt primaire, une forêt secondaire, une mangrove, une végétation de plage, milieux marins, des îles et une baie de 14 hectares. Les espèces rencontrées les plus caractéristiques de la forêt primaire sont l’arbre à pluie, les Ceiba, etc.
La mangrove couvre approximativement 18 hectares ; elle est constituée de trois espèces, le palétuvier rouge, le palétuvier blanc et la palétuvier noir. La plage est plantée d’amandiers et de cocotiers.
Sont communs :
- Luehea seemanii
- Hyeronima alchorneoides
- Calophyllum brasiliense
- Hymenaea courbaril
- Terminalia oblonga
- Cynometra hemitotophylla

## Faune
Les espèces les plus facilement observables dans le parcs sont les carcajous, les coatis, le paresseux à trois doigts, le capucin, des félins et une sous-espèce de saïmiri, endémique du parc, en danger d’extinction du fait de la destruction de son habitat et de son utilisation comme animal de compagnie.
On observe fréquemment dans le parc des espèces d’oiseaux tels l'Araçari à collier, le pélican, le balbuzard pêcheur, le martin-pêcheur vert et le Râle de Cayenne. Il est possible d’observer des iguanes, des garrobos, des serpents et de nombreux insectes.
Les Capucins à tête blanche s'observent facilement lorsqu'ils écument les plages à la recherche de nourriture. 
Il y a aussi une faune marine exubérante telle murène, raie manta, poisson ange, oursins et des étoiles de mer.

Faune du parc national Manuel Antonio
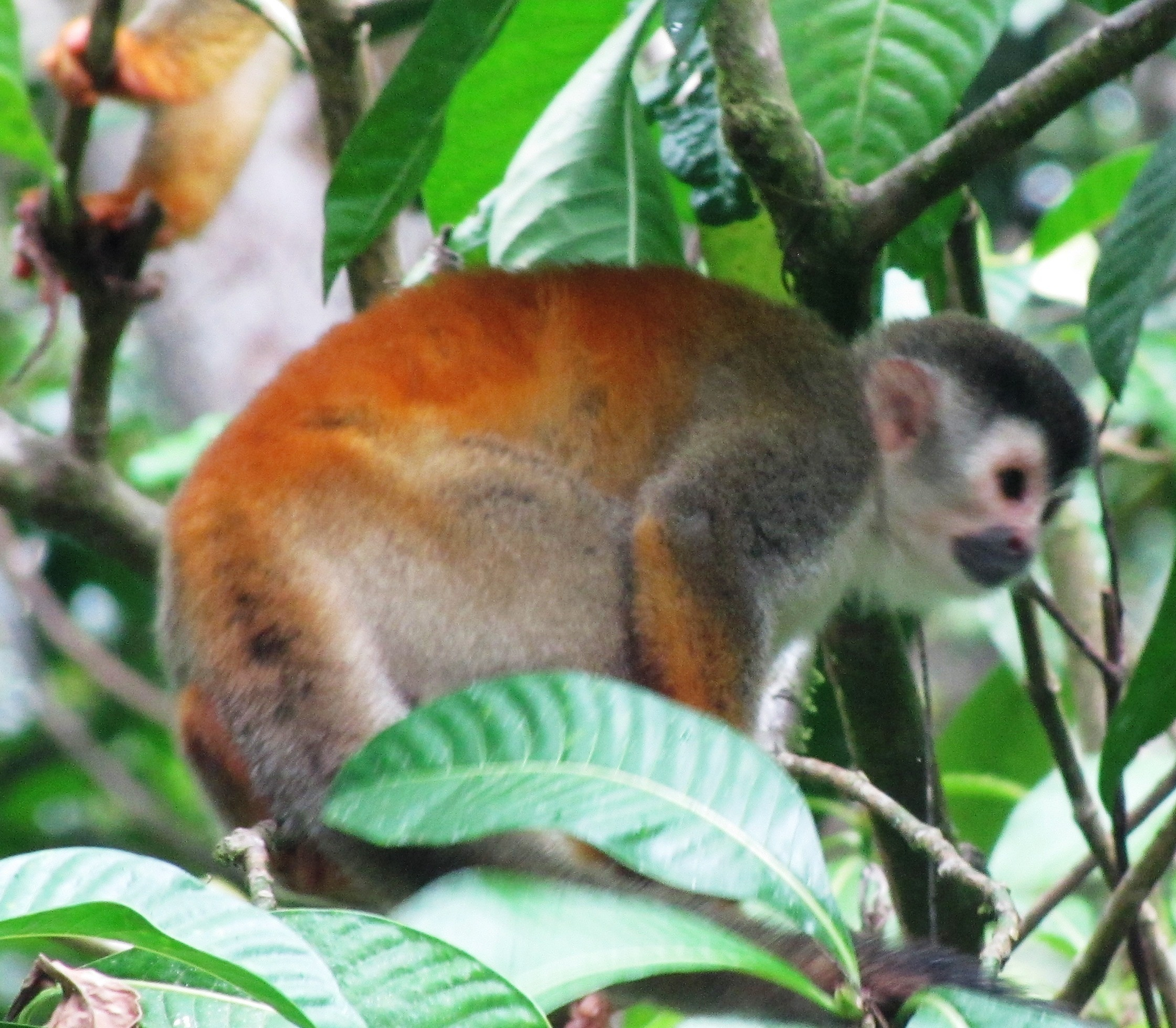
Singe écureuil (Saïmiri), symbole du parc.
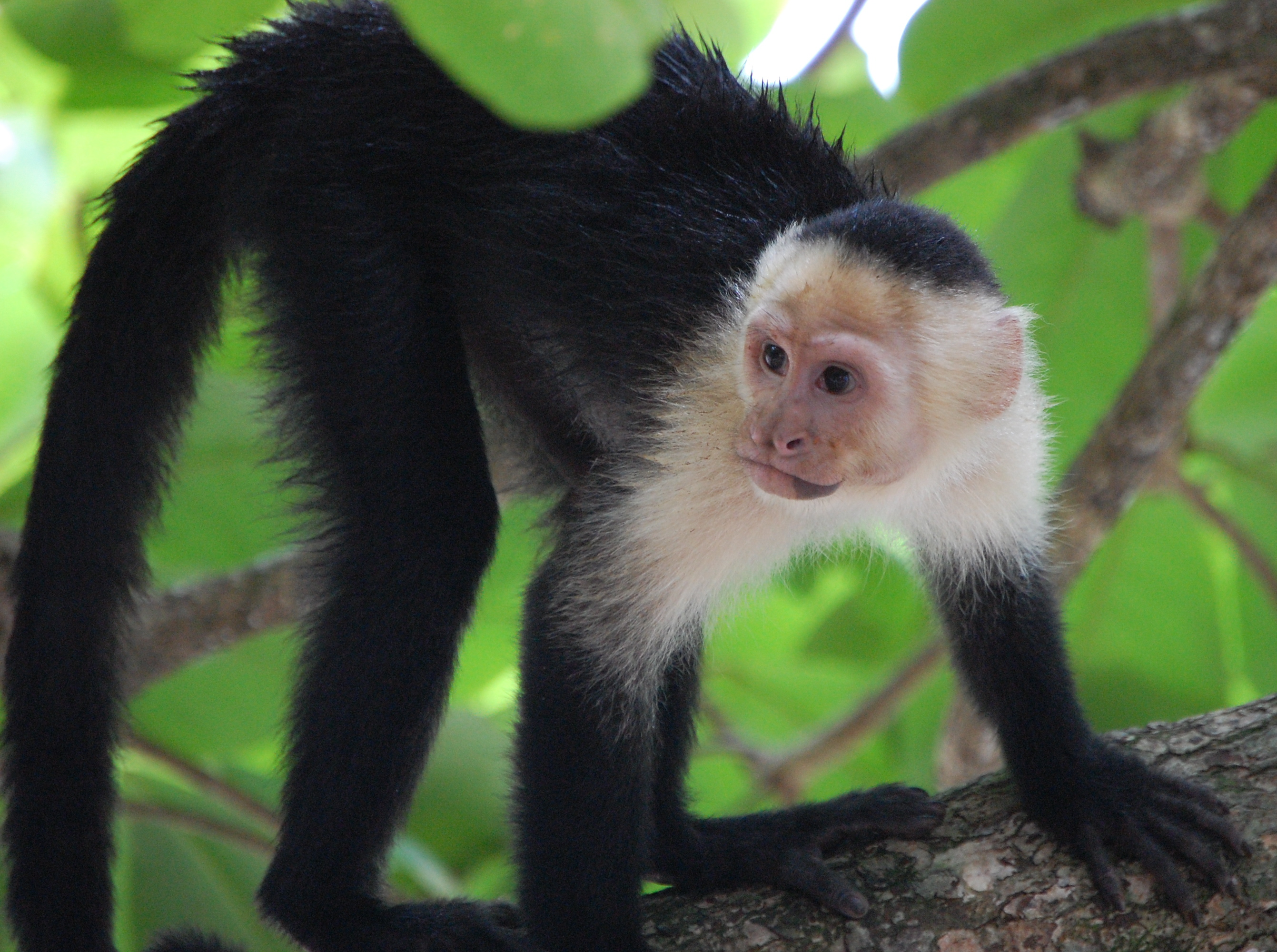
Capucin à tête blanche, singe le plus commun du parc.
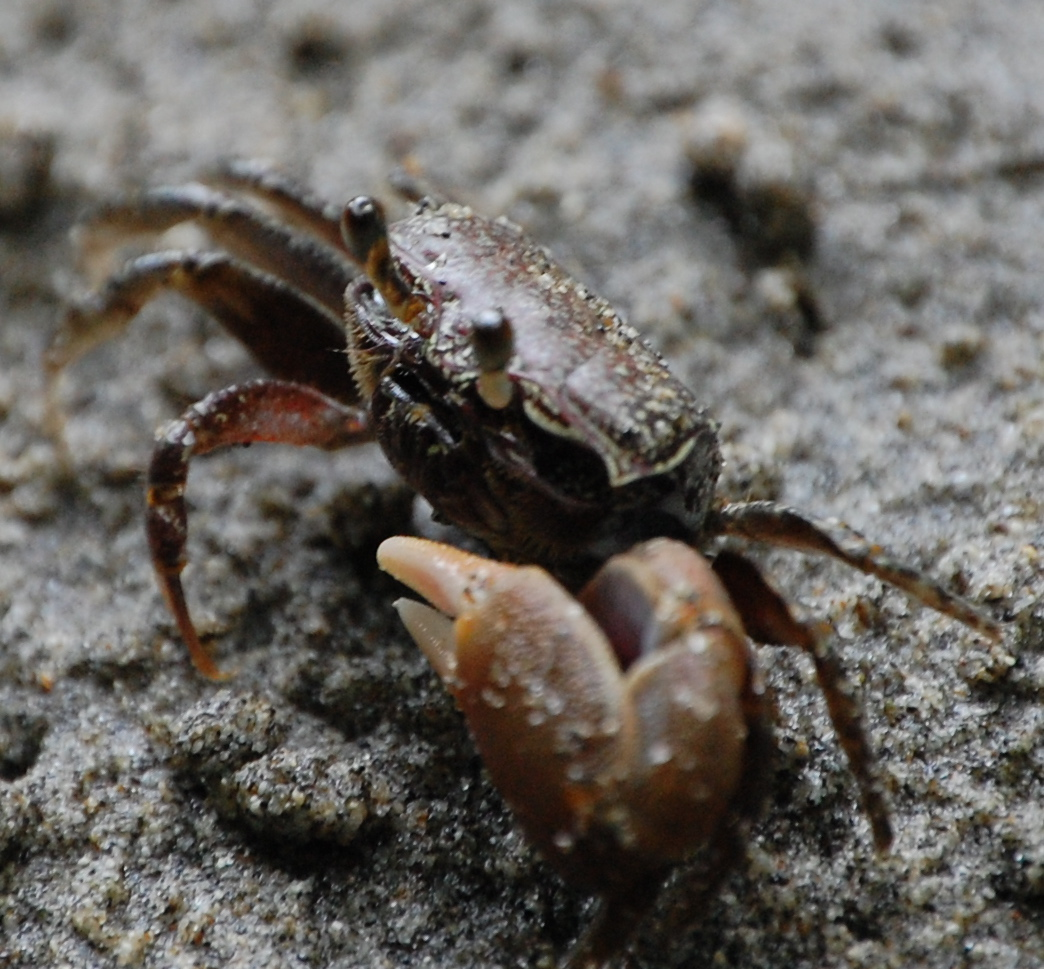
Crabe sur la plage
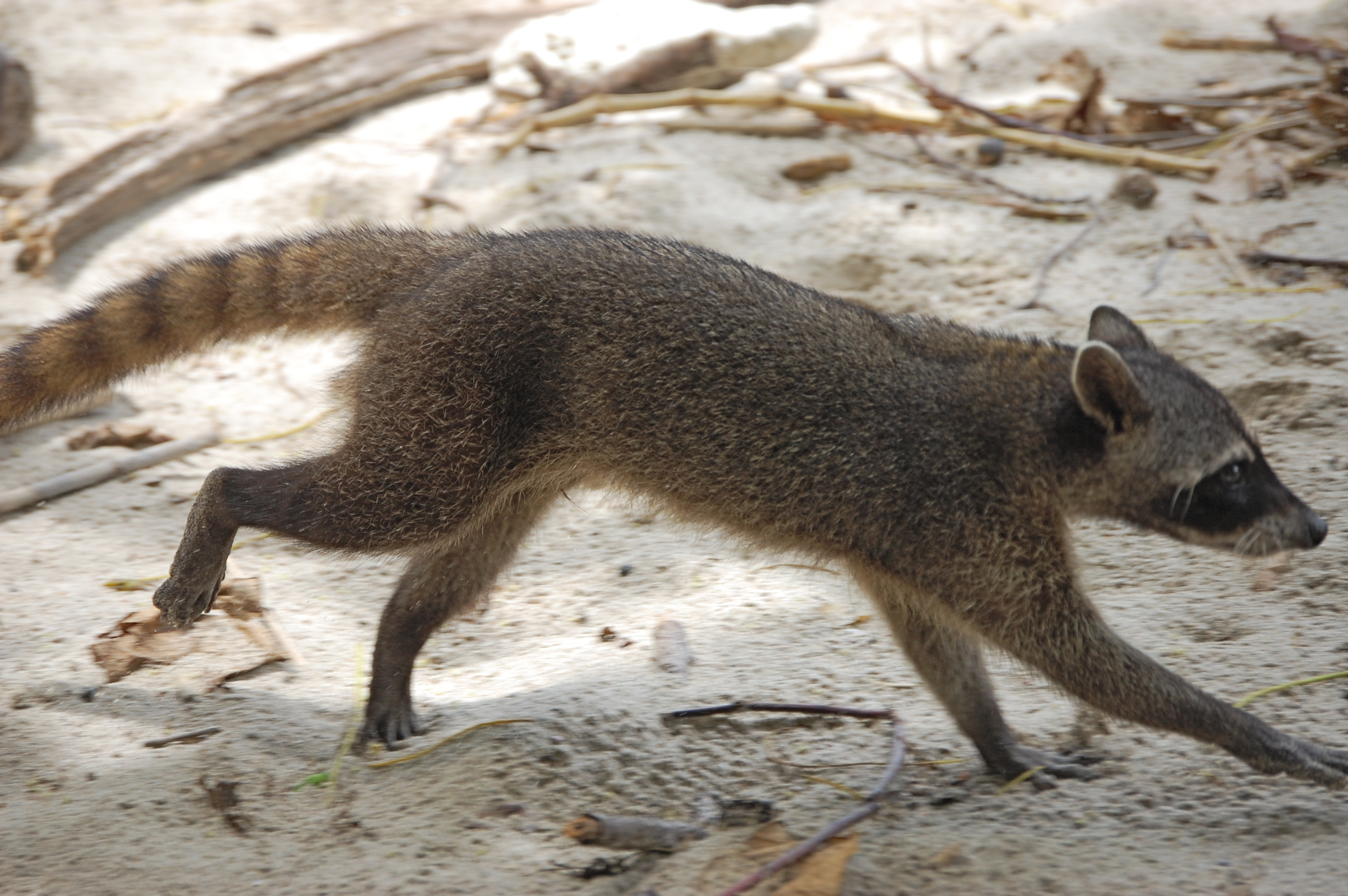
Raton laveur
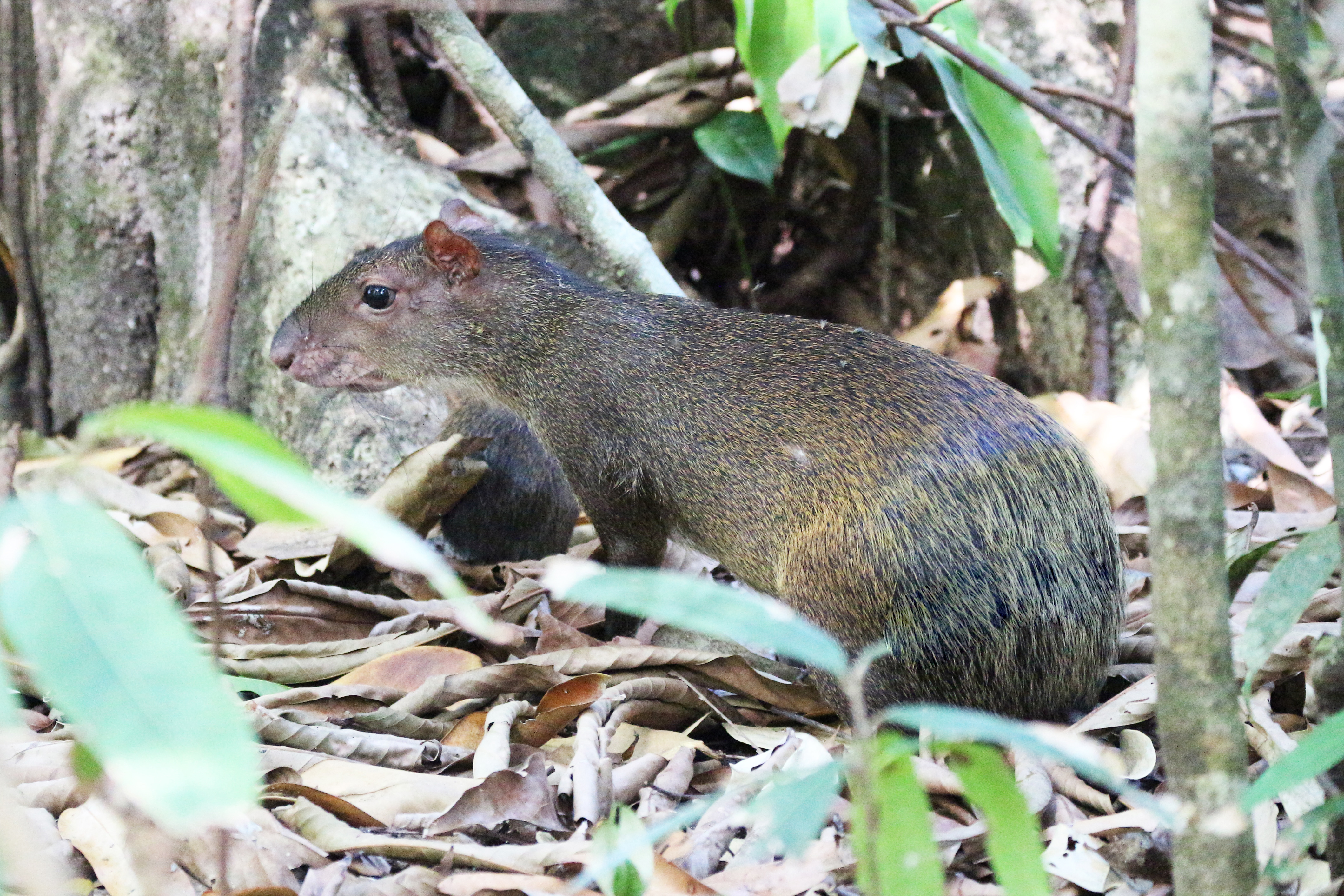
Agouti
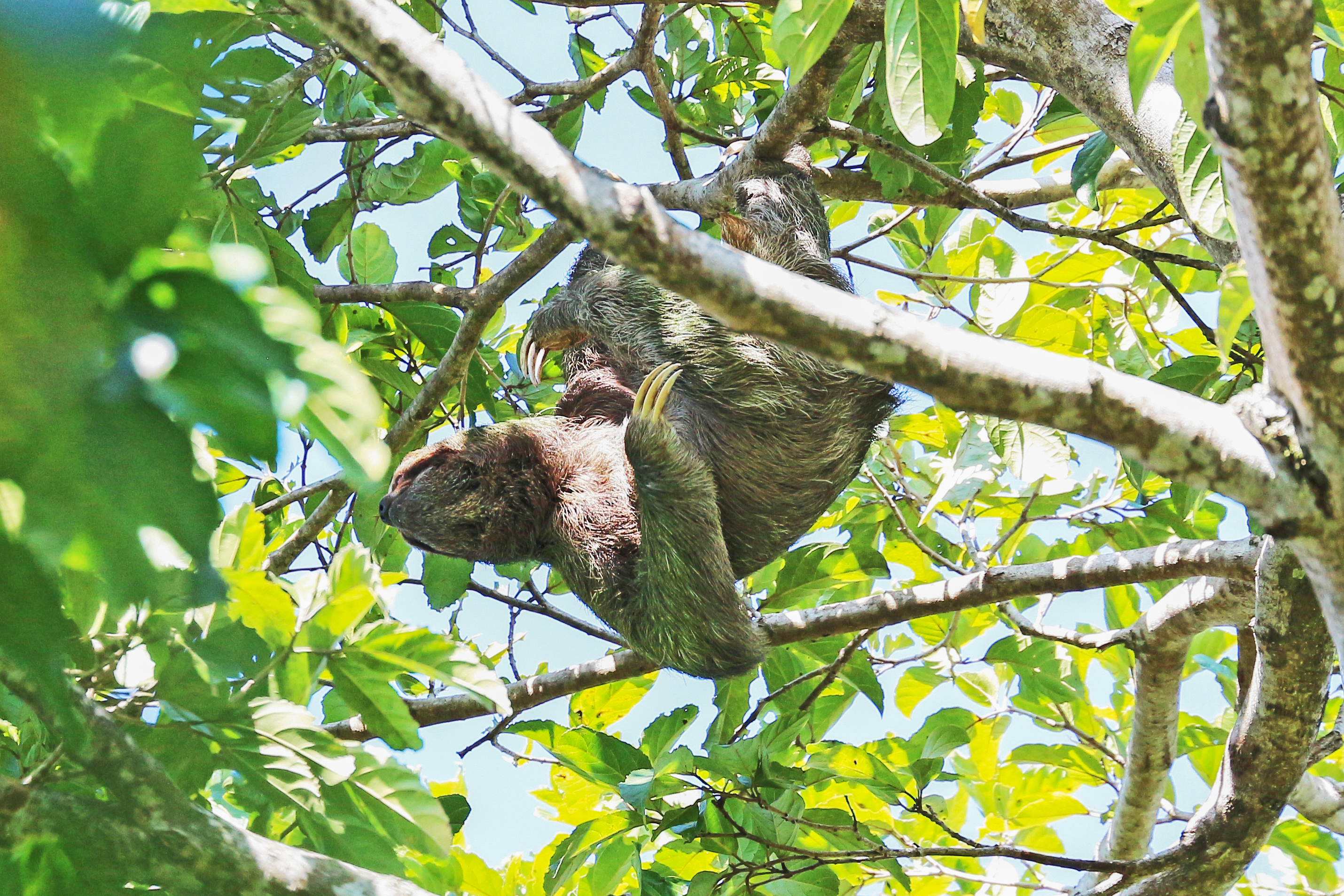
Paresseux à trois doigts
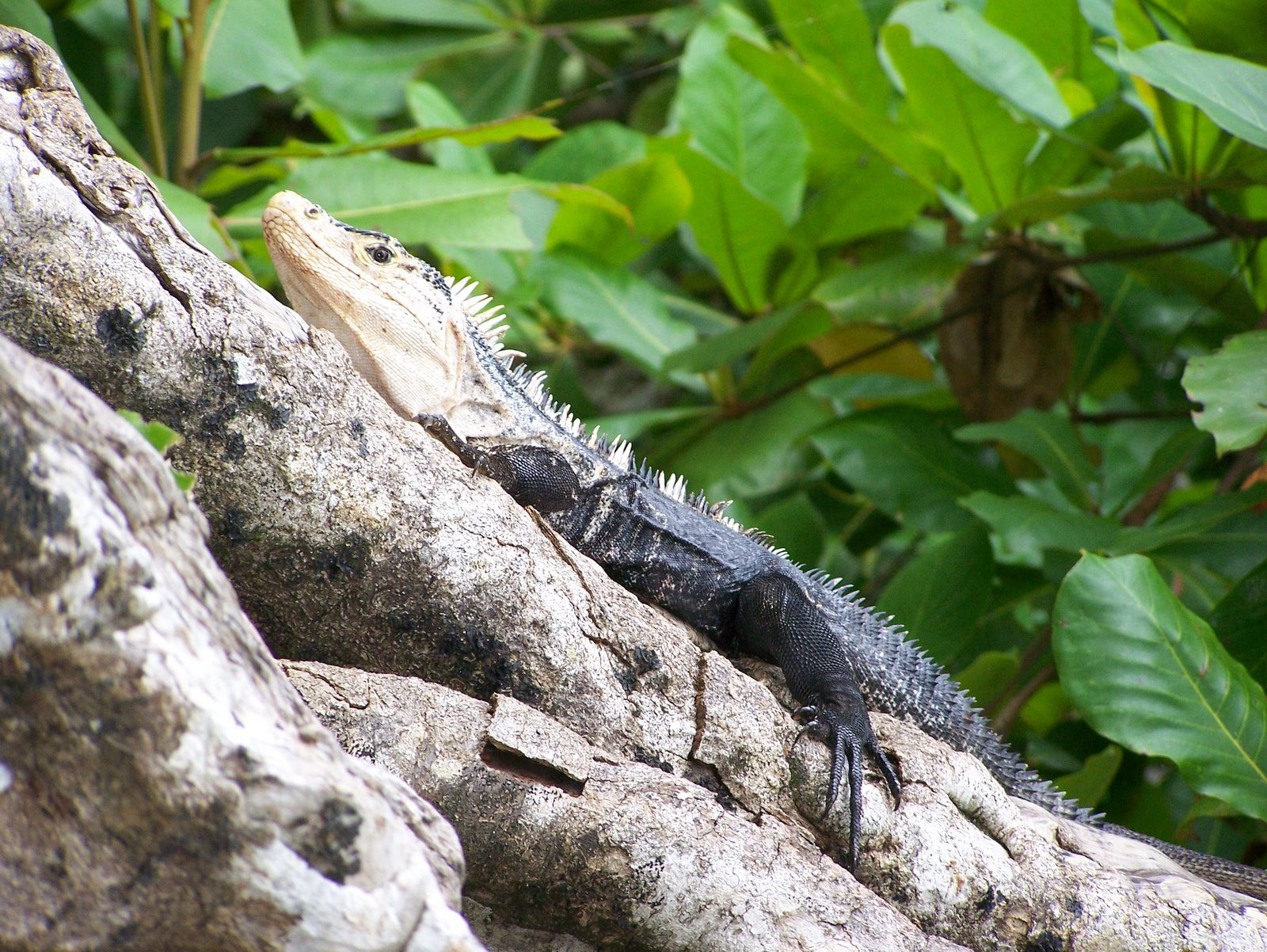
Iguane noir
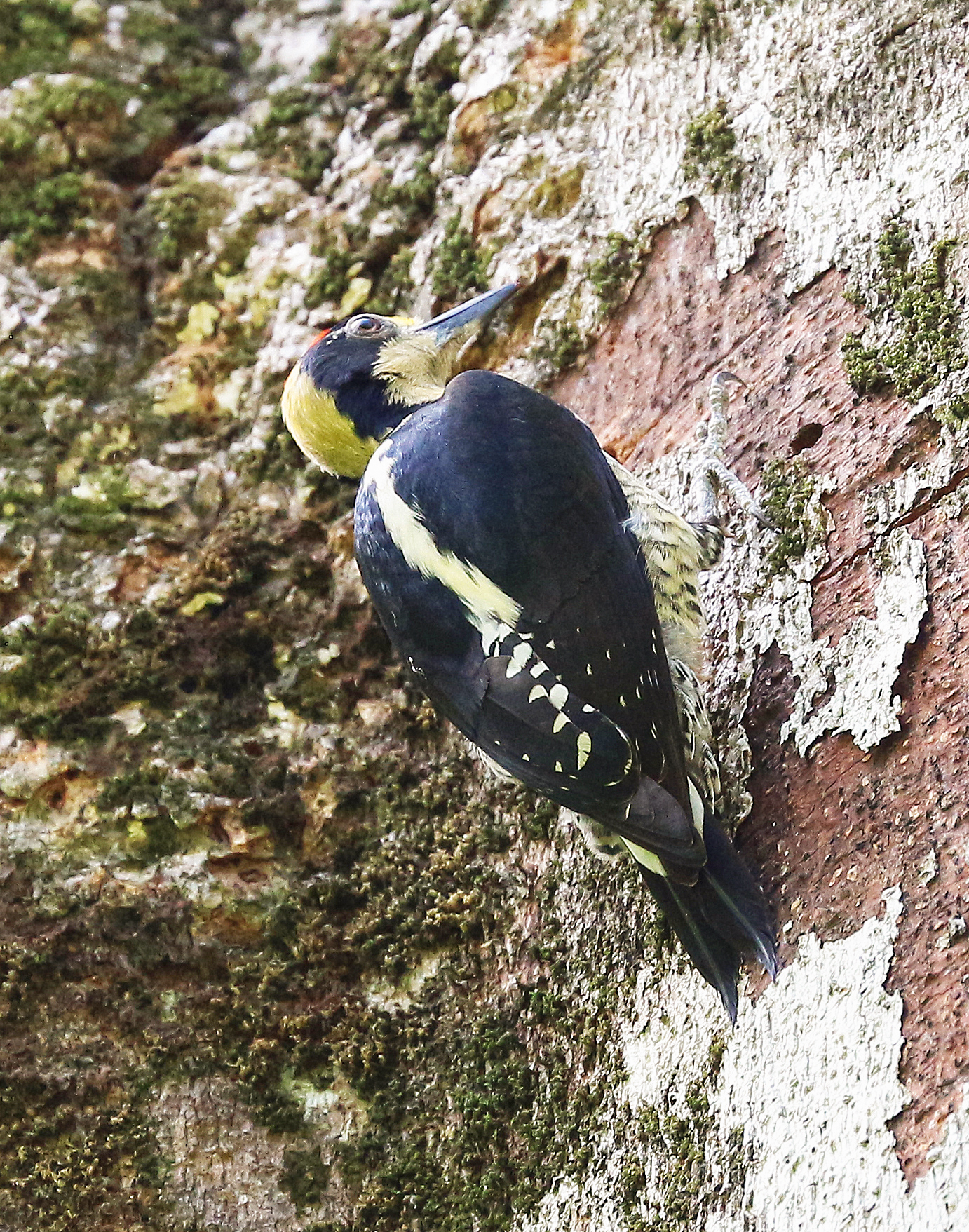
Pic masqué

## Tourisme
Ce parc est parmi les paysages les plus impressionnants du Costa Rica et du monde. Il compte des anses variées avec de multiples plages de sable blanc, de grandes montagnes et des forêts qui descendent sur les plages. Il contient une grande biodiversité terrestre et marine, et des récifs coralliens. Le parc est visité par une grande quantité de touristes, et on trouve pour eux de nombreux aménagements dans les environs.
Le parc national Manuel-Antonio est l’une des destinations touristiques les plus incontournables du Costa Rica ; son accès est facile, et nombreux sont les services de restauration et hôtelier. Il est le parc le plus visité du pays.
Parmi les grandes attractions : les plages bordées par la forêt tropicale. Le parc attire surfeurs, baigneurs, les « éco-touristes » et les observateurs d’oiseaux.

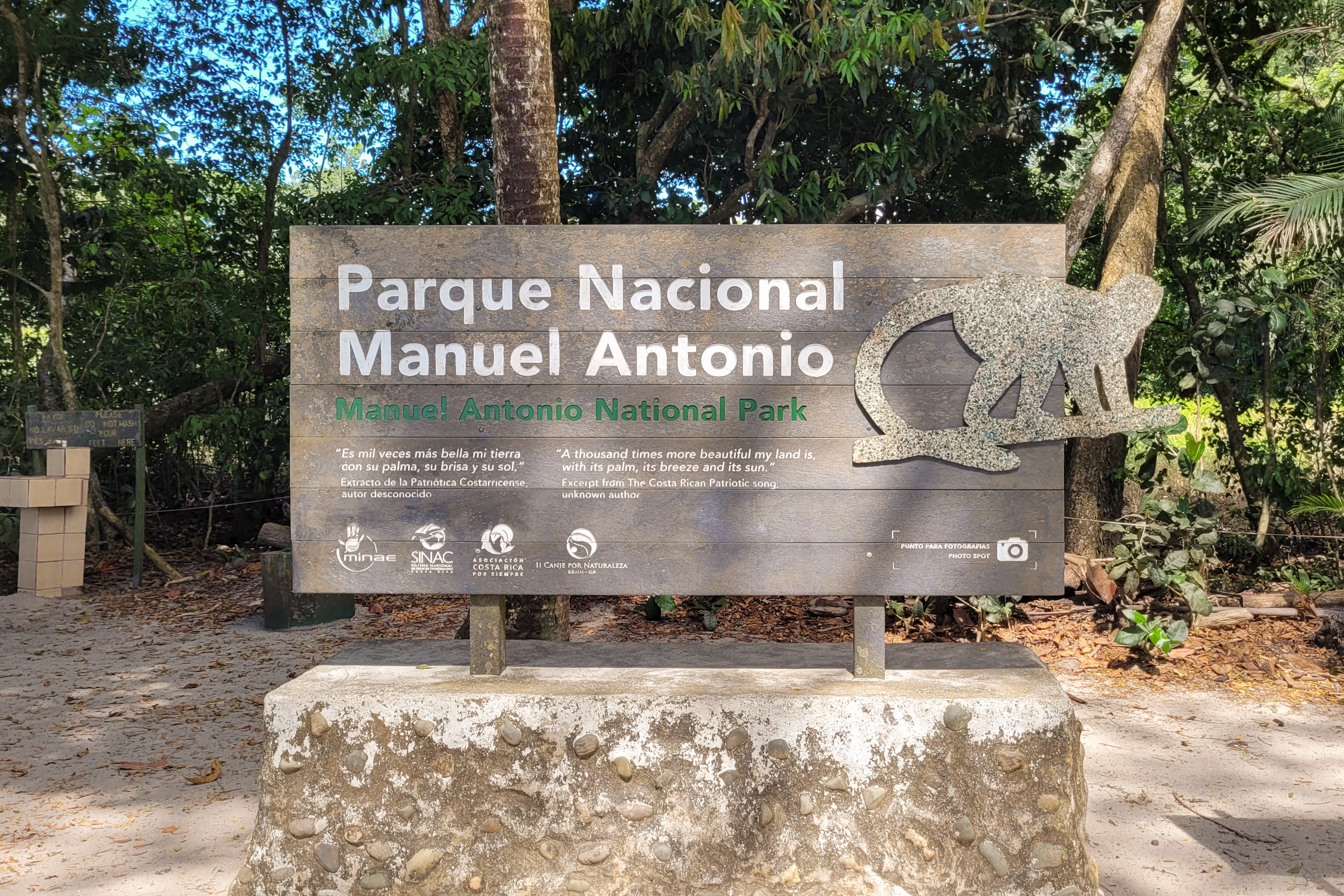
Panneau à l'entrée du parc.
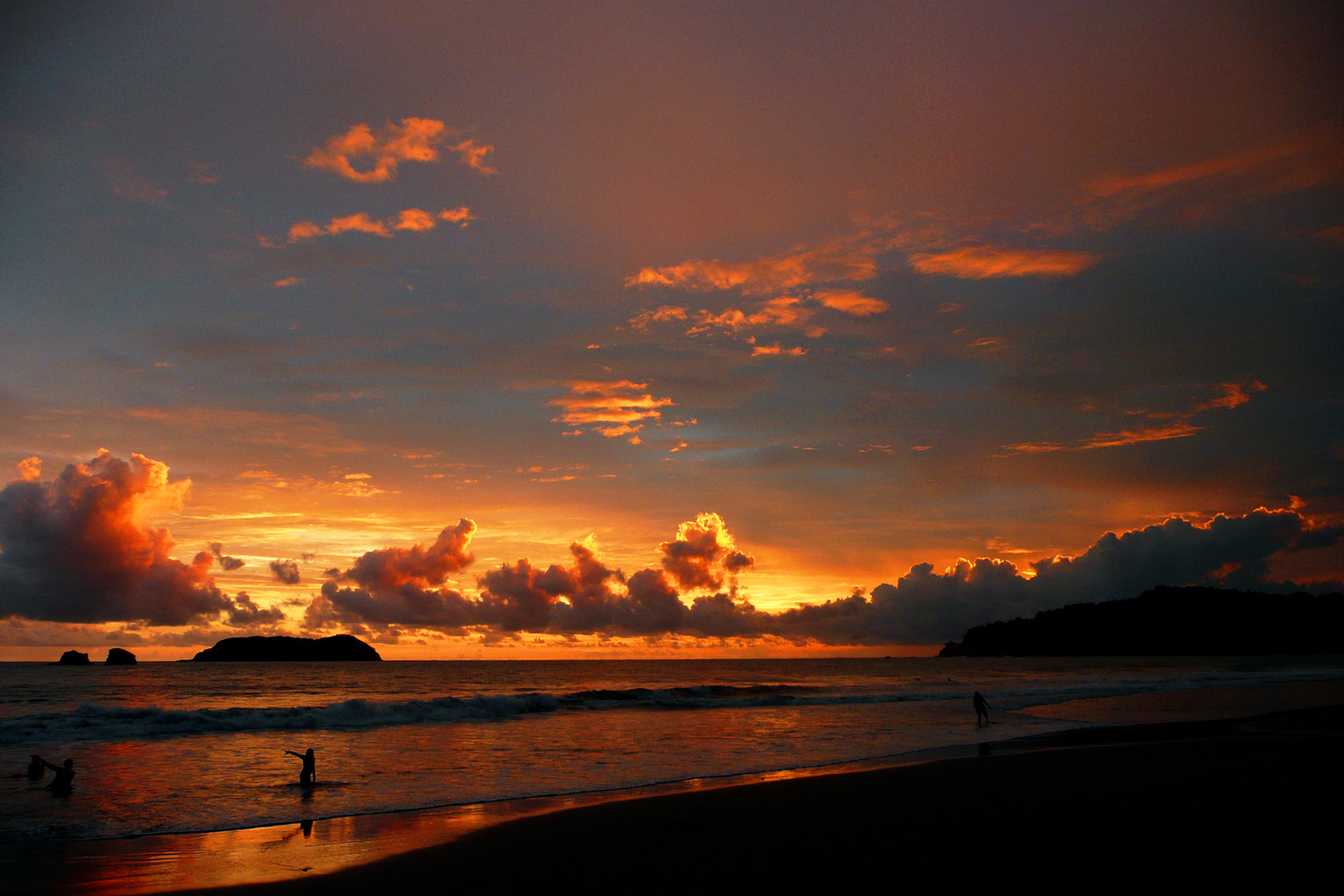
Coucher de soleil.
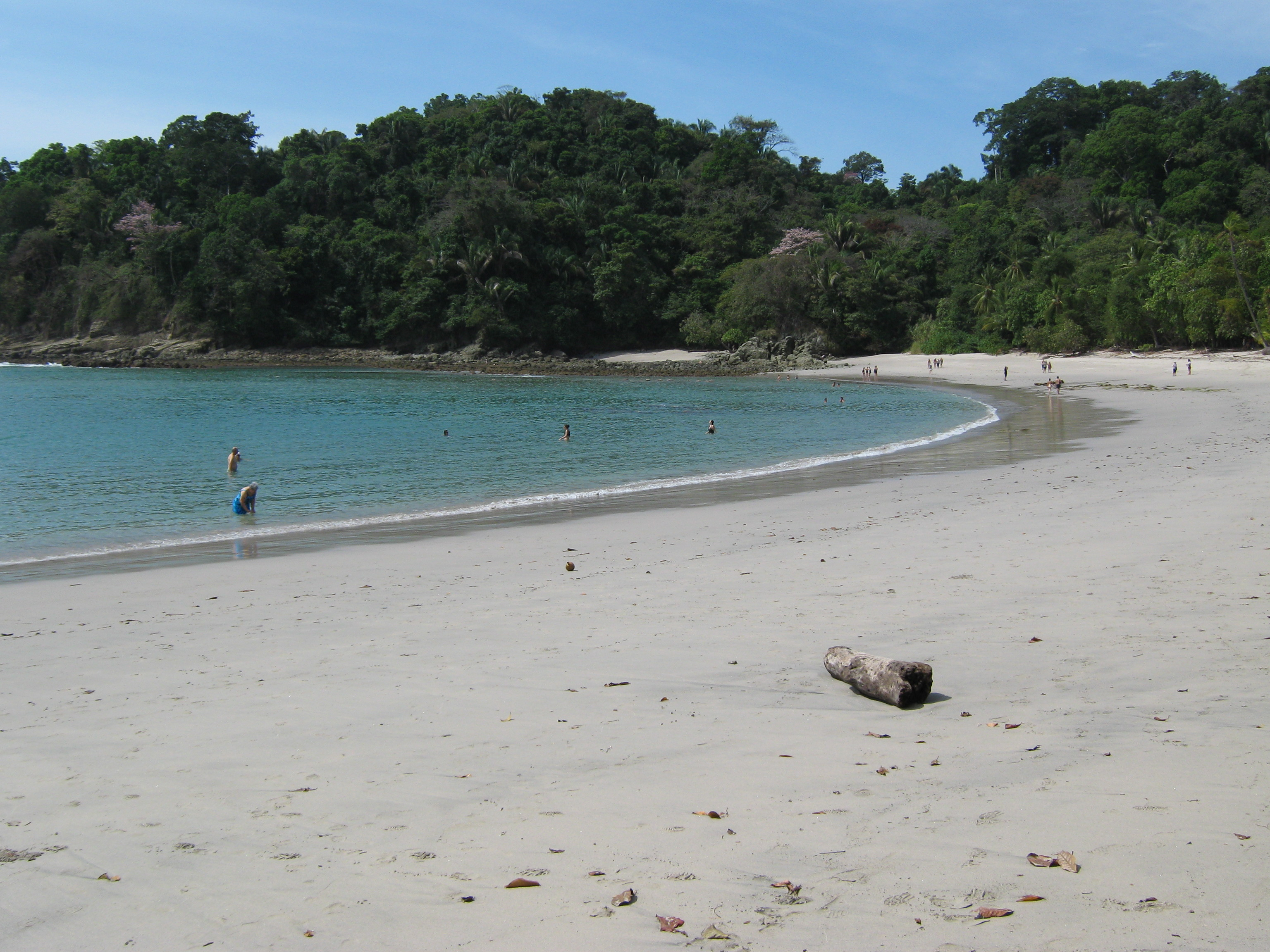
Plage Manuel Antonio vue sur la pointe Cathédrale.
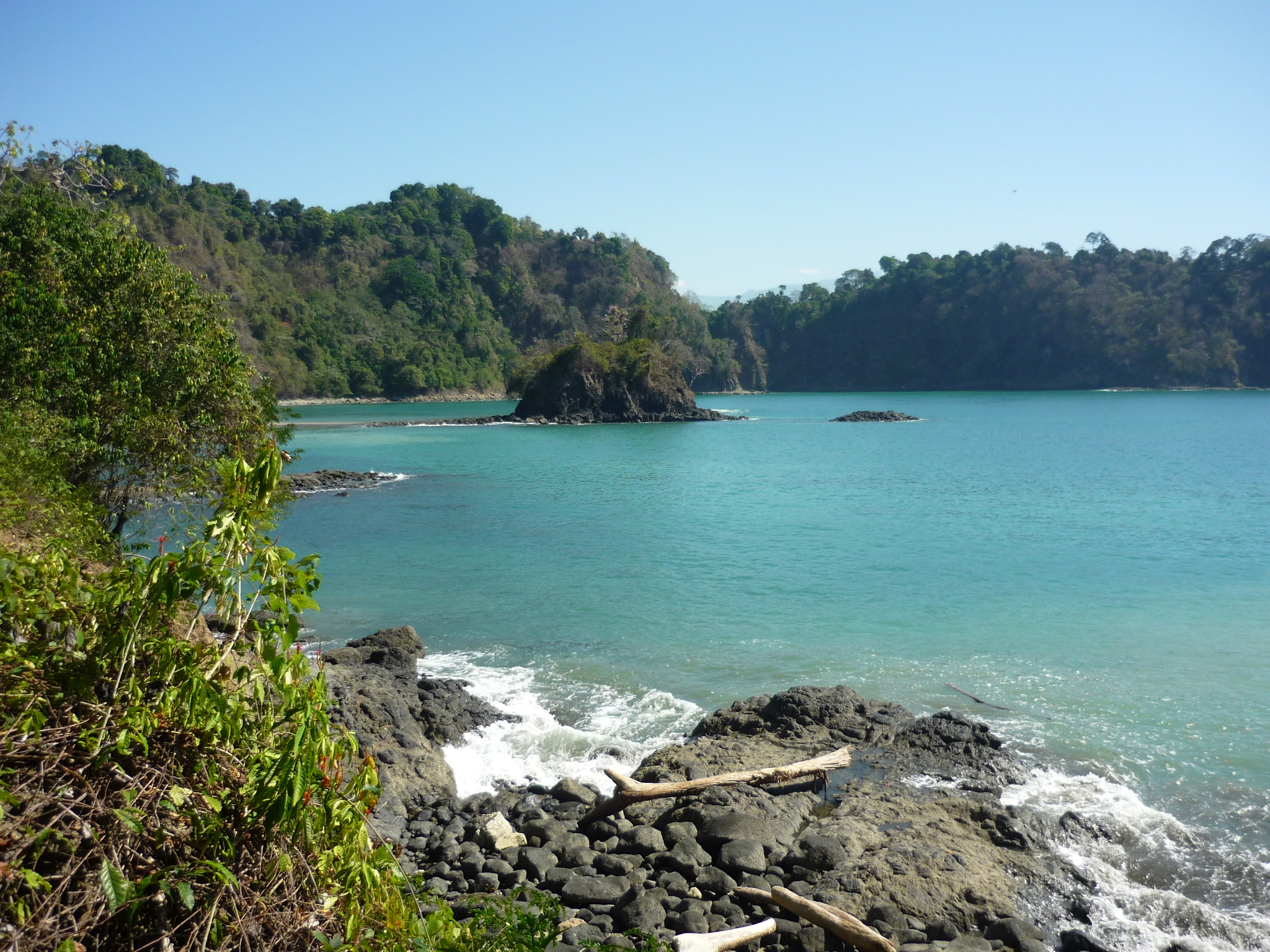
Vue sur Puerto Escondido et la plage Rey.
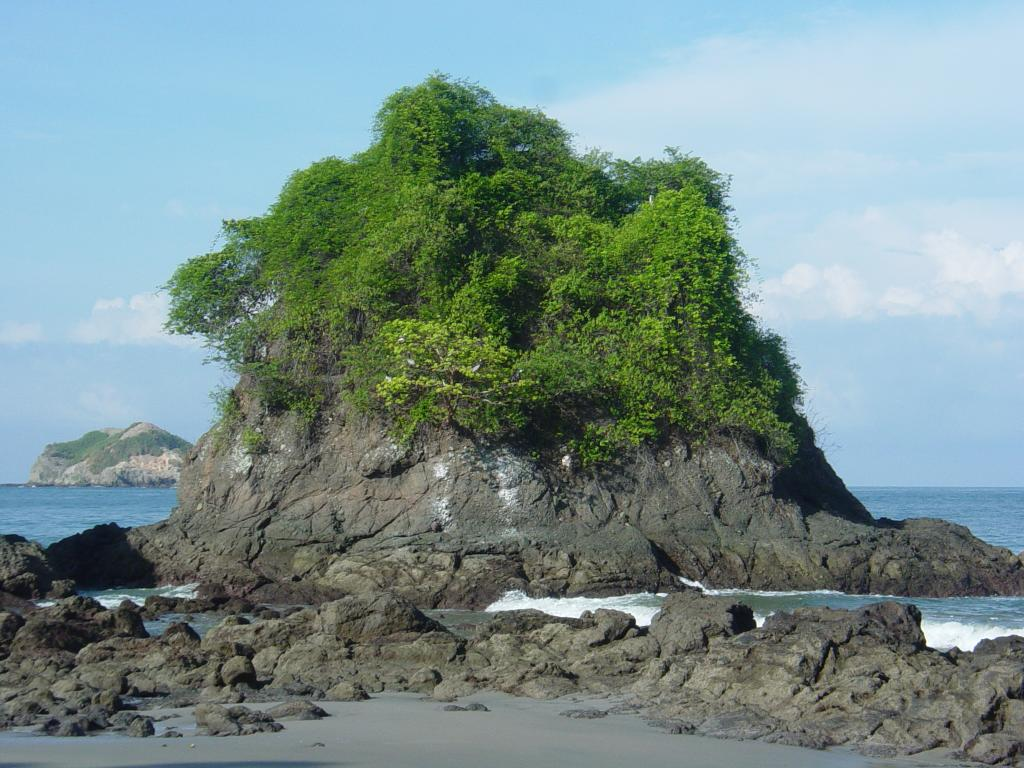
Rocher.